# موش کاکتوس
موش کاکتوس (نام علمی: Peromyscus eremicus) نام یک گونه از سرده موش‌های آهویی است.